# بطليموس الثامن
بطليموس الثامن لقب بـ يورجييتس الثاني (أي الخير) ولكن كان يطلق عليه باسم فسكون Physkon (وتعنى المحسن البدين). هو ابن لبطليموس الخامس سبق له الحكم من 169 - ق. م في مصر ومن 163 - 145 ق. م ثم من 145 - 116 ق.م مصر وقامت ضده ثورة عنيفة في سنتي 130 - 131 هرب على إثرها وانفردت بالحكم في تلك الفترة كليوباترا الثانية ملكة مصر، إلا أن بطليموس الثامن استطاع استعادة ملكه وتوفي سنة 116 ق.م تزوج جونير ملكت الصين التي اتحدت معه ضد كيلوباترا الثانية

## صراعه مع أخيه بطليموس السادس
كان بطليموس الثامن الأخ الأصغر لبطليموس السادس ملك مصر السابق وكان على خلاف مع أخيه بطليموس الثامن ونشب بينهما صراعات كادت تؤدي إلى حرب أهلية عندما قرر مجلس الشيوخ فصل ليبيا عن مصر وحل هذا الخلاف الأسرى بإعطاءه مملكة قورينه بلييسا فأصبح ملكاً عليها.
وبعد بضعة سنين ادعى بطليموس الثامن ملك ليبيا أن أخاه بطليموس السادس يحاول اغتياله وضم ليبيا إلى مصر مرة ثانية - وغطى بطليموس ادعائه بذكاء إذ أعلن بكتابة وصية إرث ونشرها تقضي بأنه عند موته تؤول مملكته قورينه إلى روما وقد اكتشفت هذه الوصية في نقش في مدينة قورينا الليبية، ولكن لم تنفذ هذه الوصية لأنه خلف أخاه بطليموس السادس على عرش مصر وعرف باسم بطليموس الثامن وقد حكم مصر مدة 54 سنة وهي أطول مدة حكم فيها ملك من أسرة البطالمة على عرش مصر.و الثانية في تاريخ مصر بعد حكم رمسيس الثاني.

## الاستقرار في عهده
يعتبر عهد بطليموس الثامن من أكثر العهود استقرارا ونتيجة لهذا الاستقرار السياسي وصداقة مع روما، القوة العظمى الصاعدة في ذلك الوقت، وقلة الحروب حدث رخاء اقتصادي وانتعشت التجارة بين دول البحر الأبيض الذي أصبح بحيرة رومانية، وزار مصر عدد من زوار الرومان من أجل السياحة كما زارها موظفون رسميون من روما وقد نشرت ترجمة بردية تعود لعام 112 ق.م عثر عليها في بقايا قرية أثرية تقع على بعد 100 كم تقريباً من منطقة أبي الهول والأهرام تضم تعليمات وأوامر مرسلة من موظف كبير بالأسكندرية : " لوكيوس ميميوس - وهو سناتور روماني - يتمتع بمركز كبير في المكانة والشرف يقوم برحلة من الأسكندرية إلى أقليم الأرسينواتى Arsinoite.